# SAC Uto
Der SAC Uto ist eine Zürcher Sektion des Schweizer Alpen-Clubs und ist mit 12'269 Mitgliedern (Stand: Januar 2025) die grösste Sektion des Schweizer Alpen-Clubs und gehört zu den grössten Sportvereinen in der Schweiz. Sie wurde am 23. Oktober 1863 gegründet. Gründungsmitglied und späteres Ehrenmitglied war der Bergmaler Johann Müller-Wegmann. Die Sektion hat ihren Hauptsitz in Zürich in der Schweiz. Der Name «Uto» ist ein alter Name des Zürcher Hausbergs, des Uetlibergs.

## Vereinszeitschrift
Der UTO ist die älteste Vereinszeitschrift des Schweizer Alpenclubs und hatte damit eine Vorreiterrolle. Sein Layout und auch die Anzahl an Heften pro Jahr haben im Laufe der fast 100 Jahre seines Erscheinens immer wieder gewechselt. Seit der Ausgabe Nr. 1/2021 wird die Vereinszeitschrift als UTO MAGAZIN publiziert; die Auflage (Nr. 6/2021) beträgt 8300 Exemplare.

## Hütten
Die Sektion Uto betreibt sieben SAC-Hütten. Diese bieten einfache Unterkünfte für Alpinisten, Kletterer, Wanderer, Naturgeniesser und immer häufiger auch für Familien mit Kindern und für Mountainbiker.
- 2543 m ü. M. Albert-Heim-Hütte
- 2570 m ü. M. Cadlimohütte
- 2940 m ü. M. Domhütte
- 2524 m ü. M. Medelserhütte
- 1956 m ü. M. Spannorthütte
- 2701 m ü. M. Täschhütte
- 2126 m ü. M. Voralphütte

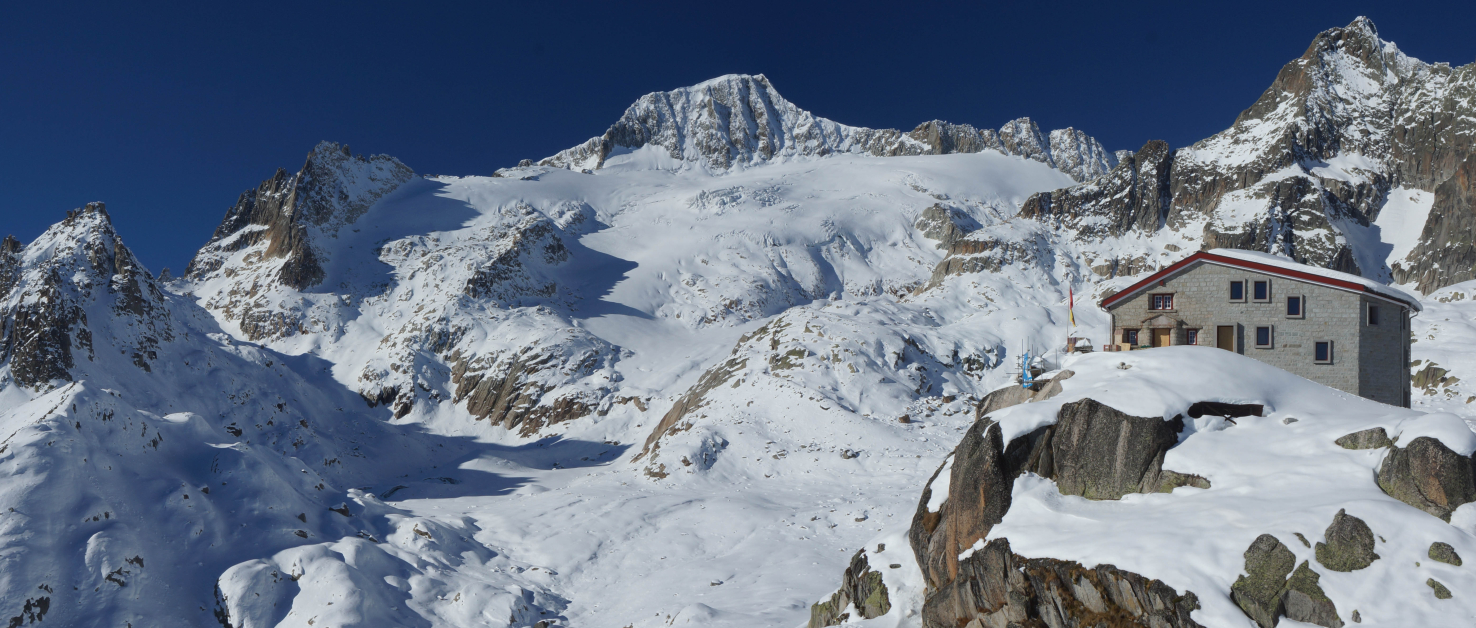
Albert-Heim-Hütte
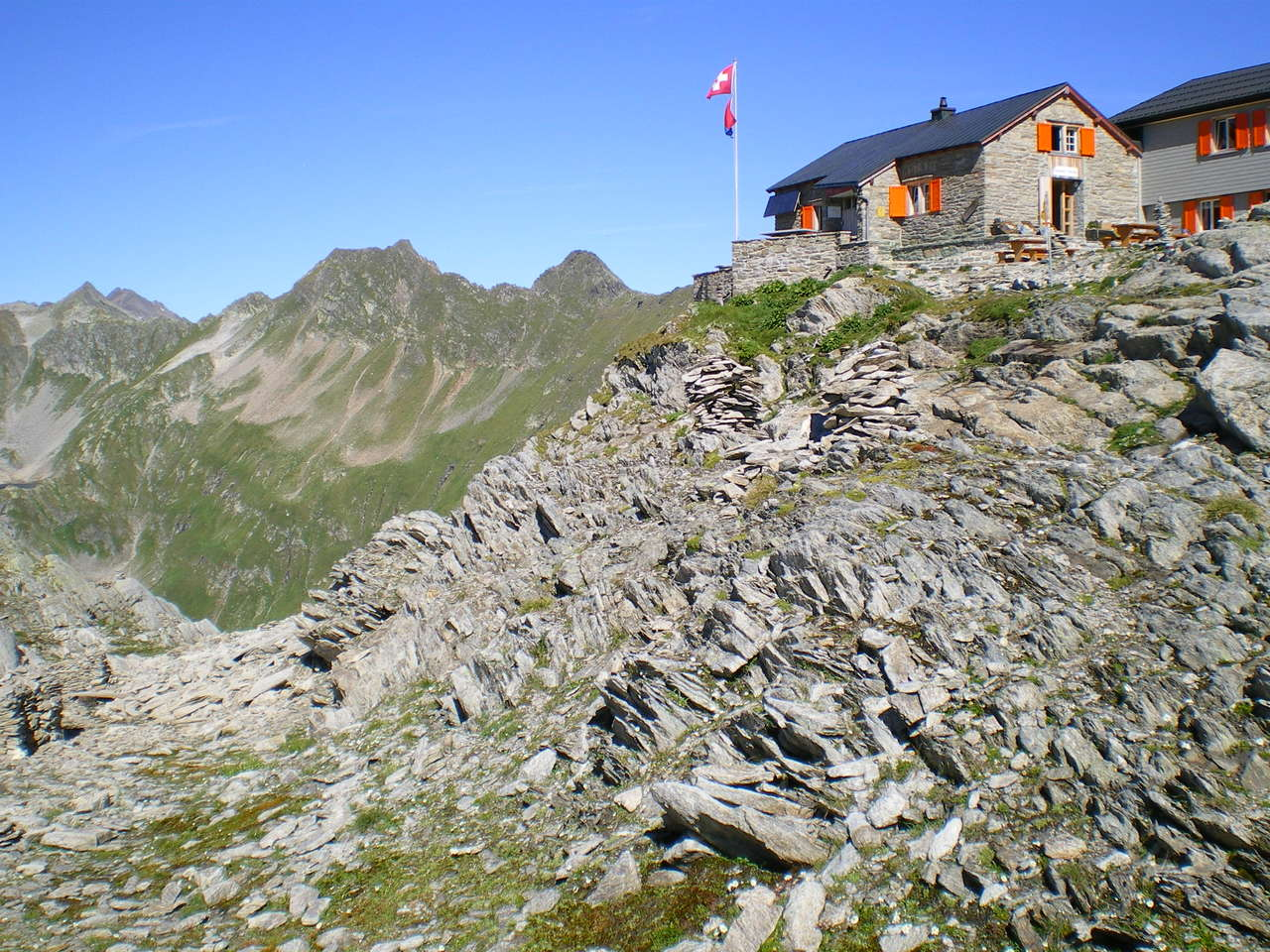
Cadlimohütte
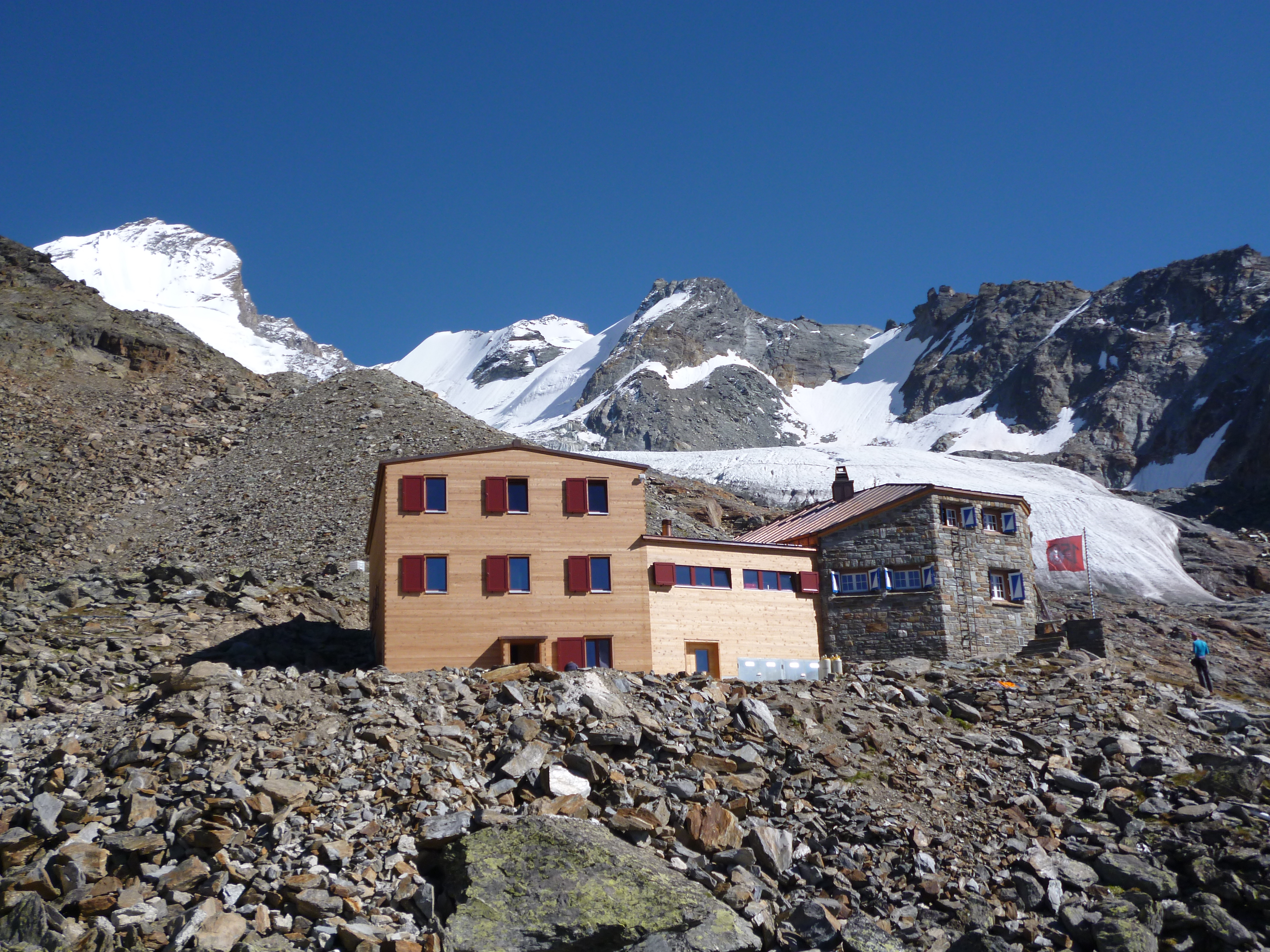
Domhütte
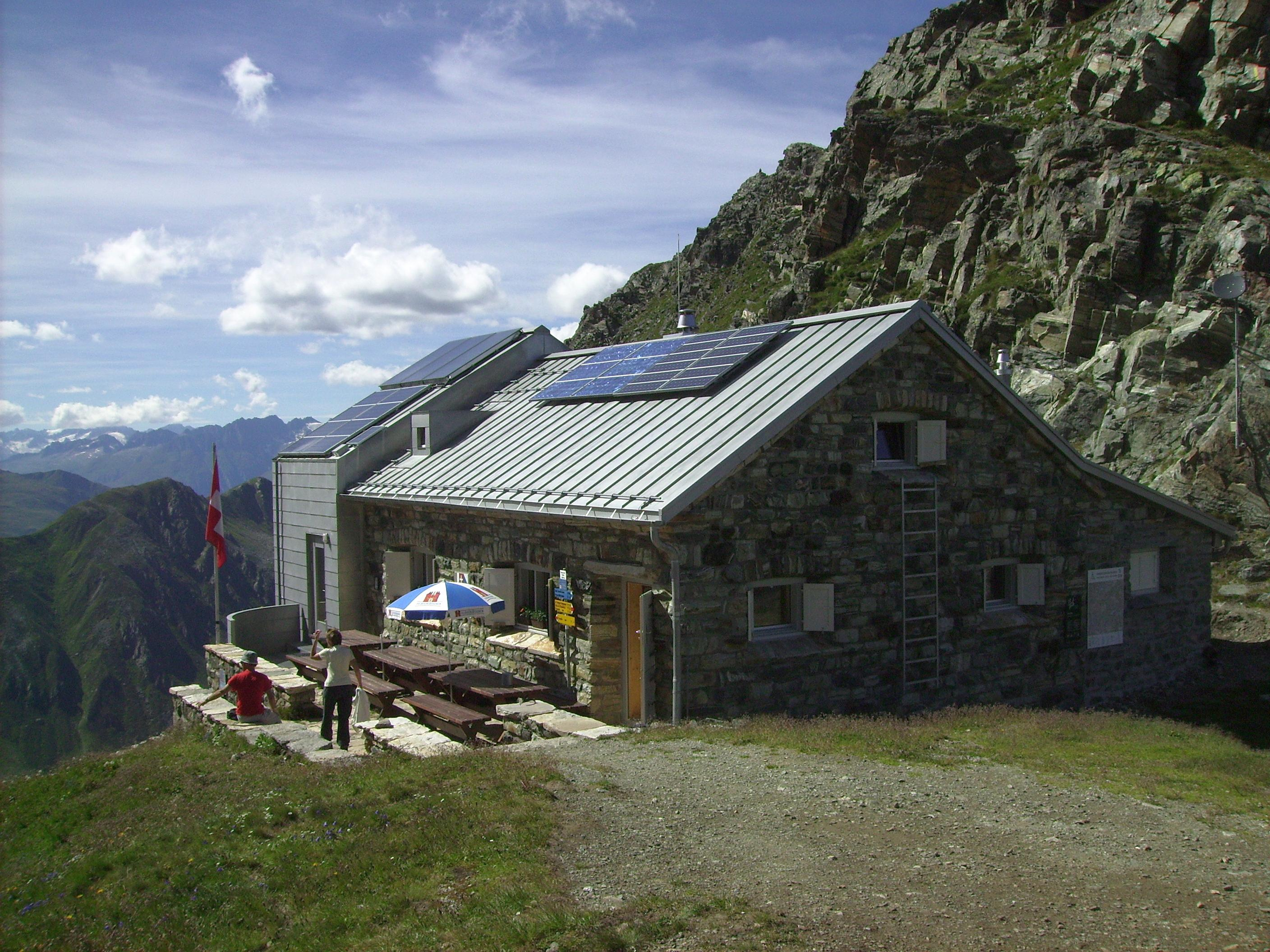
Medelserhütte
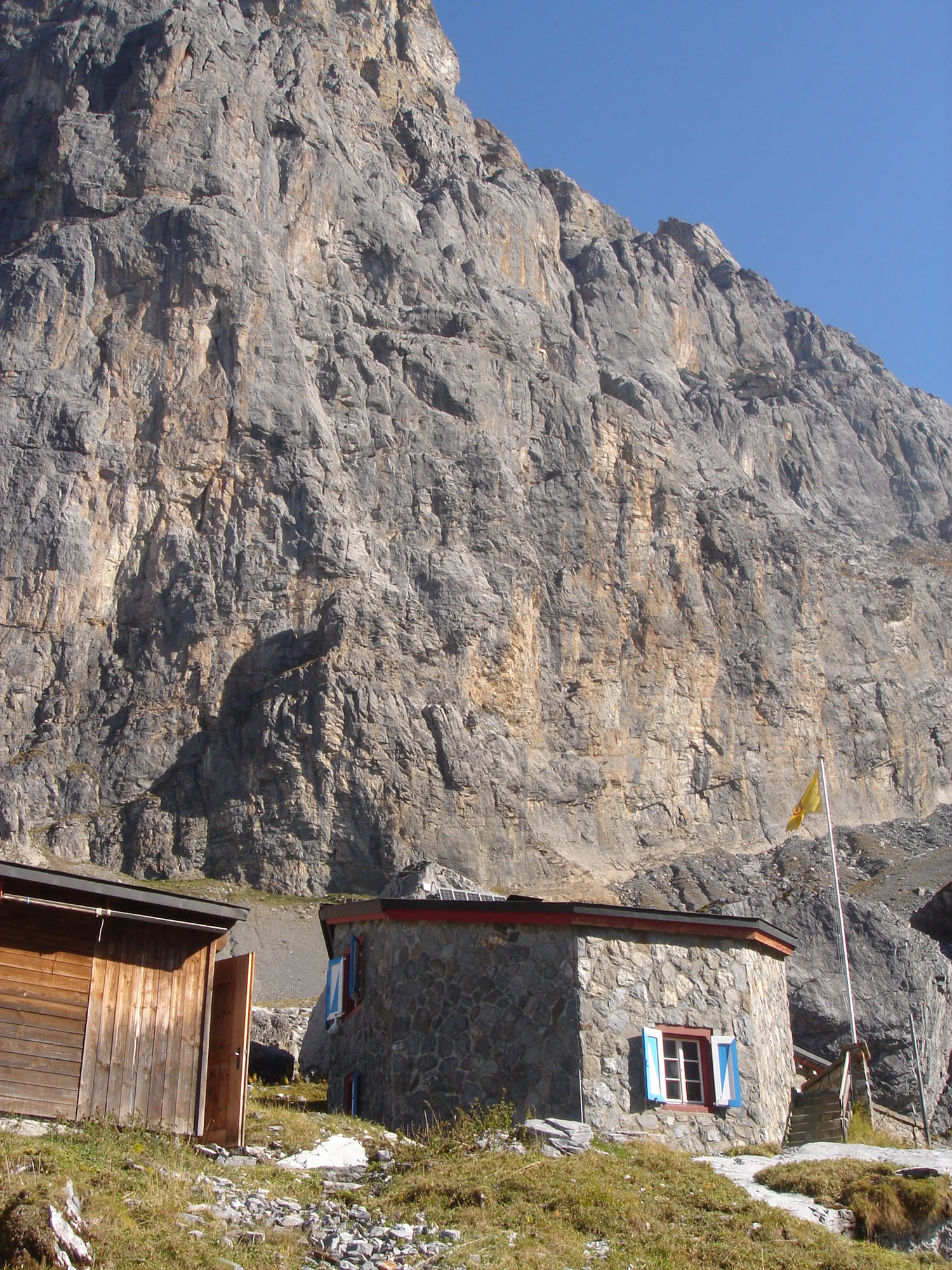
Spannorthütte
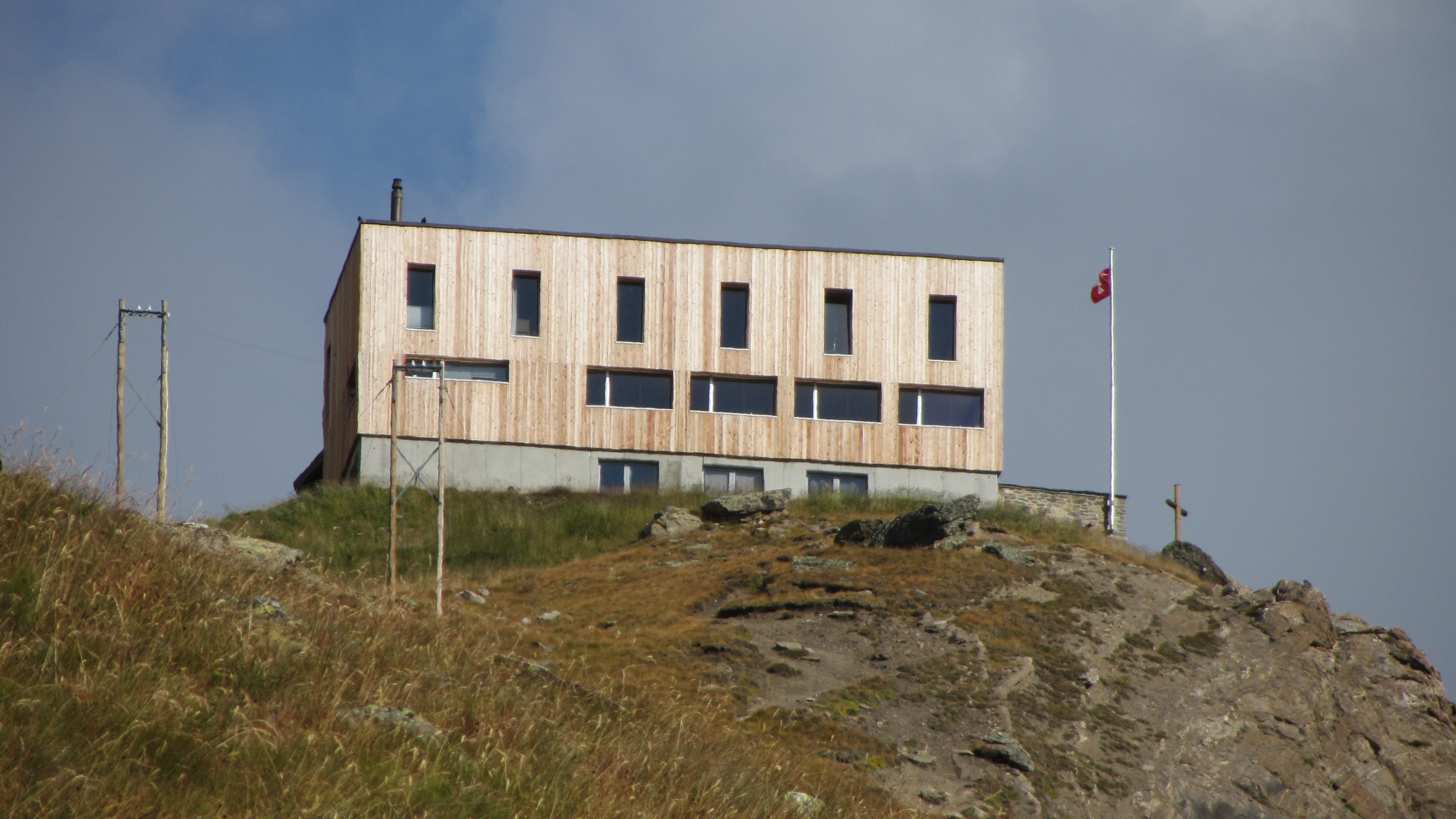
Täschhütte
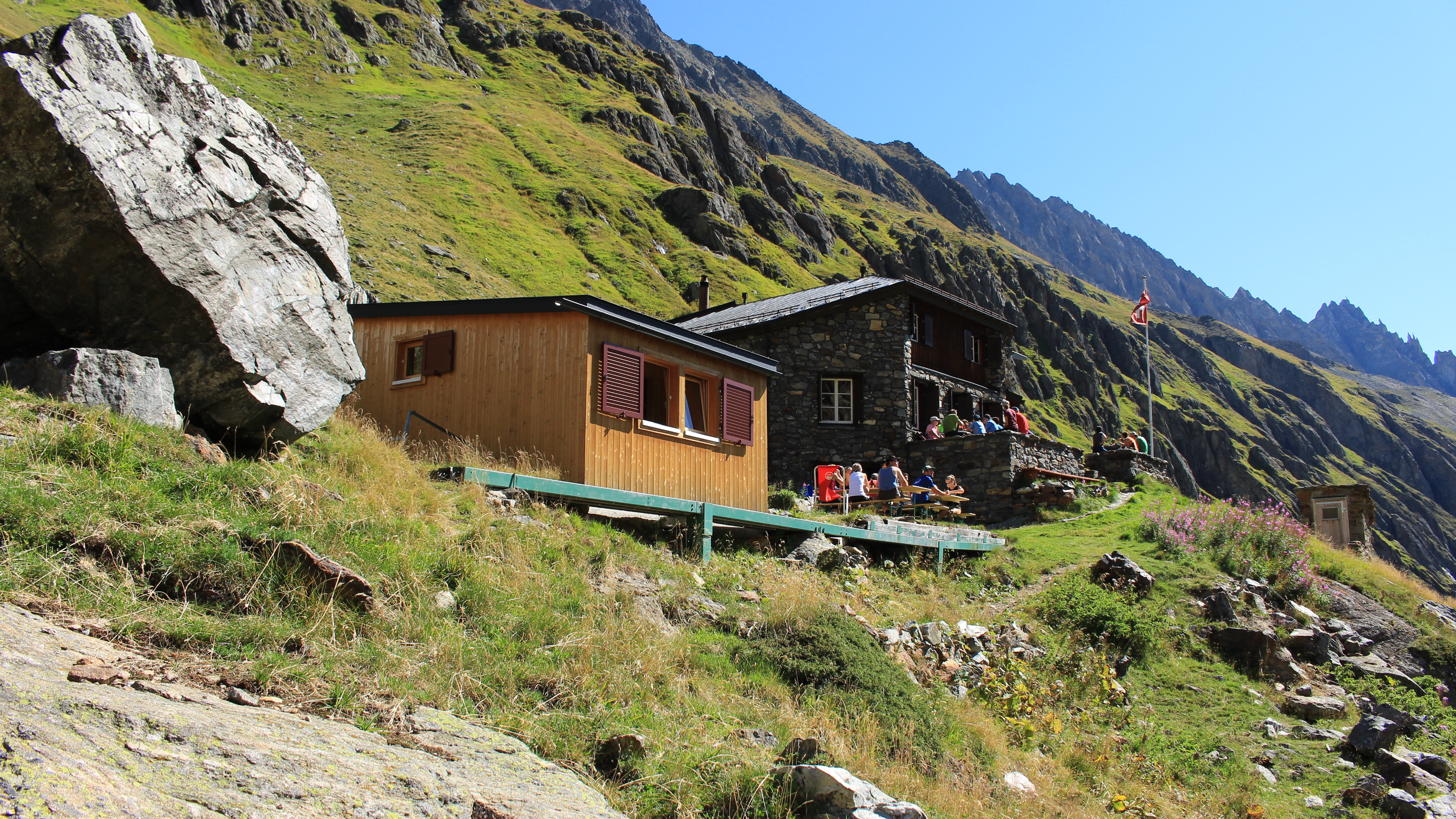
Voralphütte

| Hauptsitz |

| Albert-Heim-Hütte |

| Cadlimohütte |

| Domhütte |

| Medelserhütte |

| Täschhütte |

| Spannorthütte |

| Voralphütte |

### «Uto-Hütten-Challenge»
Die «Uto-Hütten-Challenge» war ein Wettbewerb, der am 1. September 2019 begonnen hatte und bis zum 21. Oktober 2021 lief. Wer es schaffte, während dieser Zeit alle sieben Uto-Hütten zu besuchen (mit oder ohne Übernachtung) und diese Hüttenbesuche via des Online-Gipfelbuchs Peakhunter oder einer Stempelkarte dokumentierte, erhielt am Datum des Eintrags: Einen Uto-Hütten-Challenge-Drink auf der 7. Hütte und die Übernachtung in der 7. Hütte gratis (exkl. Essen und Getränke). Ab dem Besuch von sechs Hütten konnten die Hüttenbesucher an einer Verlosung von Preisen mitmachen.